# Tribunat
En France, le Tribunat était l'une des quatre assemblées, avec le Conseil d'État, le Corps législatif et le Sénat conservateur, instituées sous le Consulat par la constitution de l'an VIII. Il a été installé officiellement le 11 nivôse an VIII (1er janvier 1800), en même temps que le Corps législatif. Son premier président fut l'historien Pierre Daunou, que Bonaparte fait écarter en 1802 à cause de son indépendance d'esprit. Le Tribunat reprend une partie des fonctions du Conseil des Cinq-cents : son rôle consiste à délibérer sur les projets de loi avant leur adoption par le Corps législatif, l'initiative des lois relevant du seul gouvernement, c'est-à-dire du Premier Consul. Son siège était situé au Palais-Royal. Il est supprimé en 1807.

## Mode d'élection
Comme ceux du Corps législatif, les membres du Tribunat ne sont pas élus au suffrage universel direct. Ils sont désignés par le Sénat, au terme d'un processus complexe, sur des « listes nationales de notabilités », établies à la suite d'une série de votes « en cascade » : les citoyens élisent d'abord un dixième d'entre eux en « notabilités communales », qui à leur tour vont désigner un dixième d'entre eux en « notabilités départementales », et ces dernières choisissent enfin un dixième d'entre eux pour former les « notabilités nationales ».
Les cent membres du Tribunat sont nommés par le Sénat sur la liste des notabilités nationales. Le président du Tribunat est nommé par le Premier Consul, puis sous l'Empire par l'Empereur, sur la présentation de trois candidats par le Tribunat. Cette assemblée est installée au Palais-Égalité (Palais-Royal) en application de l'article 7 de la loi du 3 nivôse an VIII [24 décembre 1799]. Le traitement annuel d’un tribun est de 15 000 francs.

## Fonctions
Le régime de l'an VIII n'était pas multicaméral car, jusqu'en 1807, deux chambres participaient au processus législatif : le Tribunat et le Corps législatif. Si le Conseil d'État et le Sénat étaient mêlés à l'adoption de la loi, ce n'était qu'au titre d'auxiliaires techniques ou constitutionnels. Après la suppression du Tribunat, la procédure législative devint monocamérale, puisque seul le Corps législatif réformé participa dès lors à la confection de la loi.
La procédure d'adoption de la loi était organisée sur le principe du partage du travail entre le Tribunat qui discutait les projets sans les voter et le Corps législatif qui votait les projets sans les discuter. Cette formule ne paraissait pas anormale à l'époque ; ainsi, Jean-Antoine Chaptal écrivit : « On a beaucoup plaisanté sur un Corps législatif muet ; mais j'ai toujours regardé comme une grande idée celle d'avoir érigé le Corps législatif en un tribunal devant lequel les conseillers d'État et les tribuns discutaient contradictoirement de la loi. On fermait la discussion du moment que l'opinion était faite, et on allait aux voix. Ce mode excluait les passions et l'influence des partis. Tout était raison et confiance. La tribune n'était point une arène ouverte aux factions, à l'orgueil, à l'amour-propre. Le Corps législatif ne pouvait ni diviser la France en partis ni fomenter des factions. »
La procédure législative prévoyait plusieurs étapes.
- Le gouvernement disposait seul de l'initiative des lois, avec pour unique obligation de présenter un texte rédigé par articles[6]. Le Tribunat pouvait émettre un vœu sur les lois faites ou à faire, sur les abus à corriger, sur les améliorations à entreprendre dans toutes les parties de l'administration publique[7].
- La loi était discutée puis votée par les chambres législatives. Le projet était déposé devant le Corps législatif qui le transmettait au Tribunat. Après un débat avec des orateurs du gouvernement (conseillers d'État), cette chambre proposait l'adoption ou le rejet du texte, sans possibilité de l'amender, seul le gouvernement pouvant le modifier ou le retirer.
- Le Tribunat désignait alors trois orateurs qui allaient défendre sa position devant le Corps législatif.
- Le Corps législatif votait alors pour ou contre la proposition du Tribunat et non sur le texte lui-même. S'il l'adoptait, le projet devenait un décret du Corps législatif propre à être promulgué comme loi de l'État.
- Le chef de l'État promulguait la loi sous dix jours sauf si un tribun ou un sénateur saisissait le Sénat pour exercer un contrôle de constitutionnalité.

L'idée selon laquelle le Tribunat et le Corps législatifs étaient des assemblées de « bavards » et de « muets » doit être relativisée : la réforme de l'an XII prévoyait une réunion de comités généraux au cours de laquelle les députés avaient la possibilité de donner leur avis sur un texte.

## Histoire

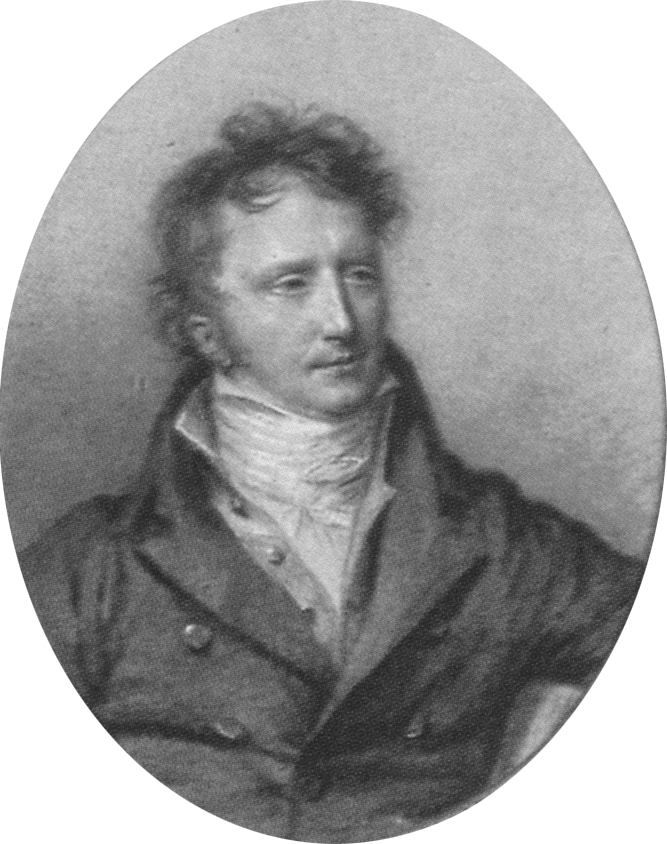
Benjamin Constant.

Dès le lendemain du coup d'État du 18 Brumaire, on retrouve au sein du Tribunat des hommes comme Benjamin Constant, Pierre Daunou, Jacques Defermon, Claude-Émile Gaudin, Jean Bérenger…
Le Tribunat devient un foyer d'opposition au régime que le Premier consul est en train de mettre en place. Ainsi, dès le 7 janvier, Benjamin Constant intervient au Tribunat et, dans un discours qui le fait apparaître comme le chef de l'opposition, dénonce « le régime de servitude et de silence » qui se prépare.

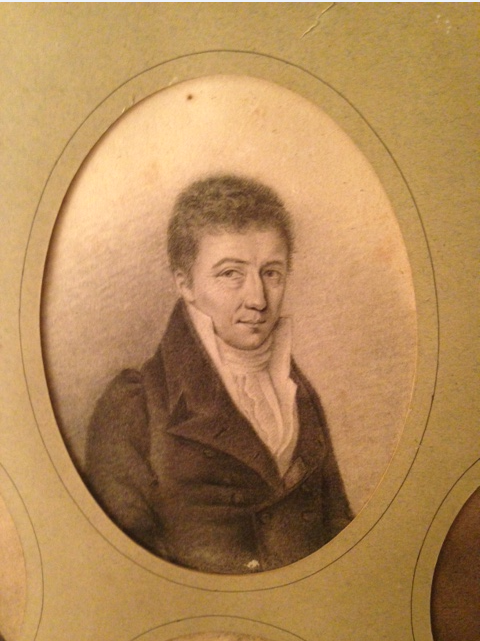
Jean Bérenger, nommé président du Tribunat le 22 mai 1800.

Jean Bérenger, qui fut président du Tribunat, demeure quant à lui intraitable quant à la question essentielle du redressement des finances de l'État quitte à s'opposer à Bonaparte. Dans un discours au Tribunat le 17 ventôse an IX, Bérenger invite par exemple les élus à rejeter le projet de loi pour la perception des contributions à cause de son insuffisance pour forcer le gouvernement à entreprendre les réformes demandées l'année précédente, réformes toujours éludées : « Je crois vous avoir démontré, dit-il, que nous n'avons point de finances, que nos lois sur cette matière sont en contravention perpétuelle avec les principes, et l'intérêt tant public que particulier ; que l'insuffisance des recettes multiplie les dépenses, altère l'ordre et la morale publique, déprave l'administration, ruine la nation et oppose un obstacle invincible au rétablissement du crédit (…) ». Cette opposition, de la part d'un homme aussi respecté que Jean Bérenger, jette un embarras sérieux dans la marche des affaires.
Composé de personnalités libérales, dont l'indépendance de point de vue apparaissait préjudiciable à l'ordre et à l'unité politique que voulait établir Bonaparte, le Tribunat fut d'abord épuré après son opposition au projet de Code civil (1802), puis supprimé (1807). L'épuration fut rendue possible par une manœuvre : le Tribunat était renouvelé partiellement à période régulière, mais il n'avait pas été prévu qui seraient les premiers à remettre en jeu leur mandat, Napoléon désigna donc ses opposants.
Notons que le morcellement du Corps législatif tendait à renforcer les pouvoirs de l'exécutif. L'instauration du plébiscite, en réduisant la légitimité et donc le pouvoir des chambres, eut le même but. Si le Tribunat était un organe de la séparation des pouvoirs, il ne la permettait pas effectivement.

## Organisation et constitution
La Constitution de l'an VIII organise le Tribunat : « Article 27. Le Tribunat est composé de cent membres âgés de vingt-cinq ans au moins ; ils sont renouvelés par cinquième tous les ans, et indéfiniment rééligibles tant qu'ils demeurent sur la liste nationale. »
La Constitution du 16 thermidor an X (4 août 1802) prévoit : « Article 76. - À dater de l'an XIII, le Tribunat sera réduit à cinquante membres. - Moitié des cinquante sortira tous les trois ans. Jusqu'à cette réduction, les membres sortants ne seront pas remplacés. - Le Tribunat se divise en sections. »
Présidents 
- Pierre Daunou du 1er janvier 1800
- Jean-Nicolas Démeunier du 21 janvier 1800
- Pierre-Charles Martin de Chassiron  du 20 février 1800
- Jean Bérenger du 22 mars 1800
- Louis-Joseph Faure du 22 avril 1800
- Pierre-François Duchesne du 22 mai 1800
- Jard-Panvilliers du 21 juin 1800
- Jean Victor Marie Moreau du 21 juillet 1800
- François Andrieux du 20 août 1800
- Aaron Jean François Crassous du 24 septembre 1800
- Joseph Jérôme Siméon du 24 octobre 1800
- Nicolas François Thiessé du 22 novembre 1800
- Thomas-Laurent Mouricault du 22 décembre 1800
- Alexandre Thibaut du 21 janvier 1801
- Savoye-Rollin du 22 février 1801
- Louis-Alexandre Himbert de Flégny du 22 mars 1801
- Jean-François Curée du 21 juin 1801
- Fabre (de l'Aude) du 20 août 1801
- Ambroise Henry Arnould du 24 septembre 1801
- Pierre-Nicolas Perrée-Duhamel du 24 octobre 1801
- De Chabaud-Latour du 22 novembre 1801
- Guillaume-Jean Favard de Langlade du 22 décembre 1801
- Antoine Delpierre du 21 janvier 1802
- Goupil-Préfeln du 20 février 1802
- Louis Stanislas de Girardin du 22 mars 1802
- Chabot (de l'Allier) du 21 avril 1802
- Gallois du 22 mai 1802
- Pierre Auguste Adet du 21 juin 1802
- Antoine Challan du 21 juillet 1802
- Pierre-Clément de Laussat du 21 août 1802
- Jean Grenier du 25 septembre 1802
- François de Jaucourt du 24 octobre 1802
- Gabriel Malès du 23 novembre 1802
- Jean-Claude Michel Gillet du 23 décembre 1802
- Jean-Baptiste Maximilien Villot de Fréville du 22 janvier 1803
- Honoré-Nicolas-Marie Duveyrier du 20 mars 1803
- Louis Costaz du 23 avril 1803
- Claude-Joseph Trouvé du 21 mai 1803
- Jean-Charles Costé du 21 juin 1803
- Honoré Jean Riouffe du 21 juillet 1803
- Joachim Lebreton du 20 août 1803
- Félix de Beaujour du 25 octobre 1803
- Boissy d'Anglas du 24 novembre 1803
- Henri de Carrion-Nizas du 24 décembre 1803
- François Jaubert du 23 janvier 1804
- Duvidal du 21 février 1804
- Gillet-Lajaqueminière du 22 mars 1804
- Jean-Baptiste Maximilien Villot de Fréville du 22 janvier 1804
- Fabre (de l'Aude) du 23 avril 1804 au 18 septembre 1807

## Sessions
- Première session : du 1er janvier (11 nivôse an VIII) au 7 novembre 1800 (16 brumaire an IX).
- Deuxième session : du 22 novembre 1800 (1er frimaire an IX) au 7 novembre 1801 (16 brumaire an X).
- Troisième session : du 22 novembre 1801 (1er frimaire an X) au 14 août 1802 (26 thermidor an X).
- Quatrième session : du 20 août 1802 (2 fructidor an X) au 20 août 1803 (2 fructidor an XI).
- Cinquième session : du 26 septembre 1803 (3 vendémiaire an XII) au 2 juin 1804 (13 prairial an XII).
- Sixième session : du 2 décembre 1804 (11 frimaire an XIII) au 30 décembre 1805 (9 nivôse an XIV).
- Septième session : du 1er janvier au 12 mai 1806
- Huitième session : du 14 août au 18 septembre 1807.